# Ommatius gwenae
Ommatius gwenae är en tvåvingeart som beskrevs av Scarbrough 1984. Ommatius gwenae ingår i släktet Ommatius och familjen rovflugor.
Artens utbredningsområde är Dominikanska republiken. Inga underarter finns listade i Catalogue of Life.